# To Vima
To Vima (en català La Tribuna) és un diari grec publicat per primera vegada el 1922 per Dimitris Lambrakis, pare de Khristos Lambrakis. Actualment és propietat de Lambrakis Press Group, un grup que també publica el diari Ta Nea, entre altres publicacions.  To Vima  és un diari de gran qualitat a Grècia, i possiblement el més influent en els afers polítics. Es va publicar diàriament fins al 2011. Des de llavors només publica la seva edició del diumenge. El cap de redacció actual és Stavros Psycharis. To Vima és històricament el diari on els polítics grecs més prominents donen entrevistes o escriuen articles, entre els que destaqeun Elèftherios Venizelos, Georgios Papandreu, Nikolaos Plastiras, Konstandinos Karamanlís i Andreas Papandreu.
El diari inclou a columnistes grecs destacats com Giannis Pretenderis i Vassilis Mulópulos. Alguns dels columnistes habituals del diari inclouen acadèmics, professors universitaris (com Konstandinos Tsukalàs, Nikos Muzelis o Dimitris Psykhogiós.
Antigament l'edició dominical del diari solia ser un element bàsic de la premsa grega. Avui competeix tant amb el diari de centreesquerra Proto Thema i el més esquerrà Eleftherotipia. To Vima, per als estàndards grecs, es considera de centreesquerra i està políticament alineat amb l'ala centrista (reformista) del partit socialista grec PASOK. La majoria de les publicacions des de Lambrakis Press també estan políticament alineades amb el partit. Alguns dels seus antics editors han ocupat càrrecs ministerials clau amb el PASOK, com Petros Efthimiü o Giorgos Romeus. Tampoc no és estrany que alguns dels seus periodistes s'hagin presentat al parlament, sobretot amb el PASOK .